# Manfred Günther (Fußballspieler, 1956)
Manfred Günther (* 4. September 1956; † 26. Juli 2001) war ein deutscher Fußballspieler.
Er spielte bei den Amateuren des VfB Stuttgart. In der Saison 1975/76 bestritt er für die Lizenzspielermannschaft vier Spiele in der 2. Bundesliga Süd. Am Ende der Saison belegte der VfB Stuttgart Platz 11. Günther erhielt für die Folgesaison einen Profivertrag. Nachdem er zu keinem weiteren Einsatz mehr in der ersten Mannschaft gekommen war, kehrte er ins Amateurteam zurück. Mit diesem stieg er 1979 in die Amateuroberliga Baden-Württemberg auf. Er gehörte zwar zum festen Oberligakader des VfB, kam aber in seinen drei Oberliga-Jahren zu keinem Einsatz für das Team. Mit Ende der Saison 1980/81 wechselte Günther zum TSV Leinfelden.

## Anmerkung
1. ↑  Einsätze in der Amateur-Oberliga

| Personendaten    | Personendaten            |
| ---------------- | ------------------------ |
| NAME             | Günther, Manfred         |
| KURZBESCHREIBUNG | deutscher Fußballspieler |
| GEBURTSDATUM     | 4. September 1956        |
| STERBEDATUM      | 26. Juli 2001            |